# دين إلجار
دين إلجار (11 يونيو 1987 في جنوب أفريقيا - ) (بالإنجليزية: Dean Elgar)‏ هو لاعب كريكت جنوب أفريقي. شارك مع منتخب جنوب أفريقيا الوطني للكريكت. أما مع النوادي، فقد لعب مع نادي مقاطعة سري للكريكت ‏ ونادي مقاطعة سومرست للكريكت ‏ وFree State (cricket team) ‏.

## وصلات خارجية
- دين إلجار على موقع إي آس بي آن كريك إنفو (الإنجليزية)
- دين إلجار على موقع ويزدن الهند (الإنجليزية)